# Collo

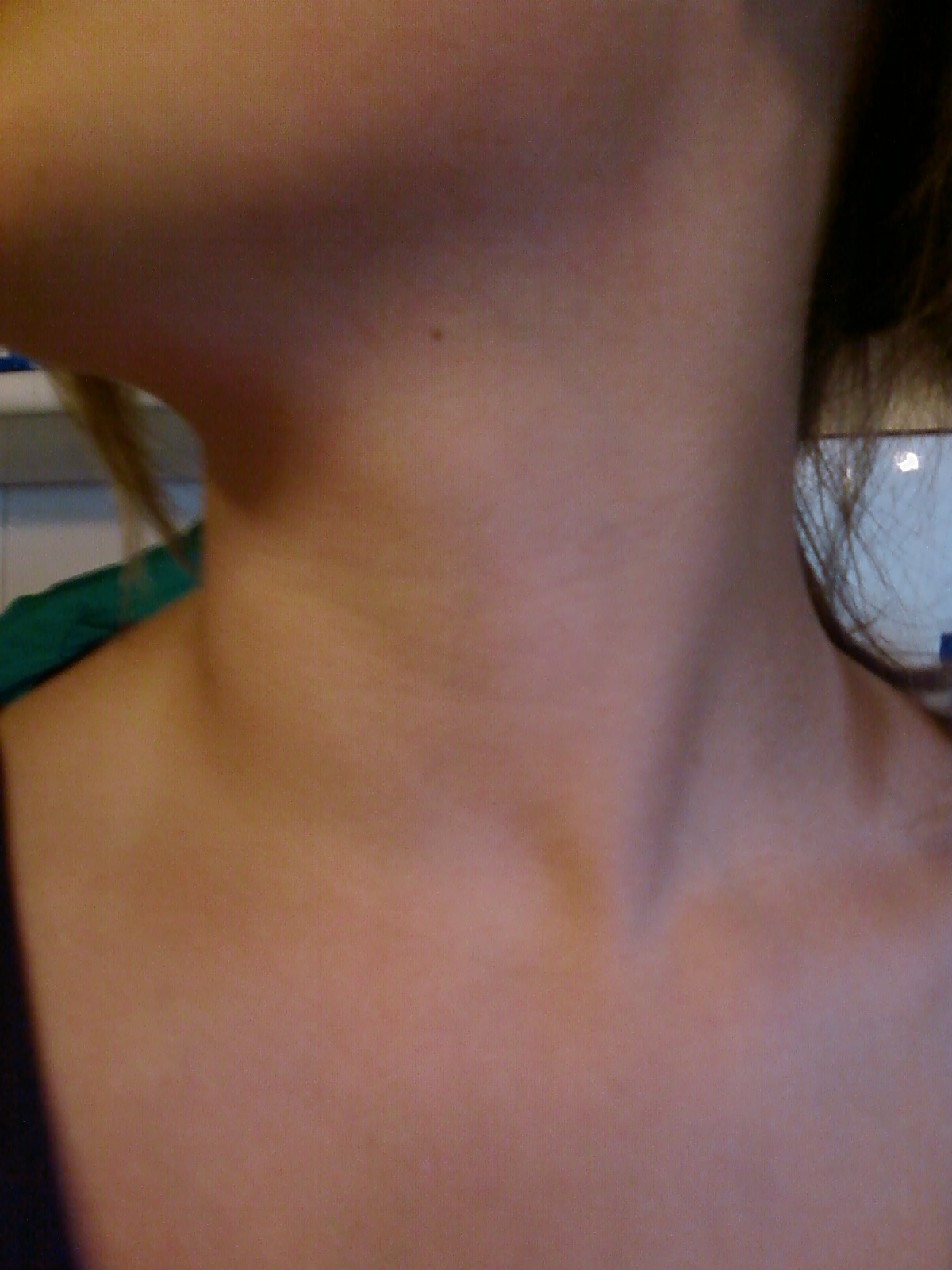
Collo di una ragazza.

Il collo è quella parte del corpo di molti vertebrati che unisce la testa al torso. È opposto alla nuca, che unisce il retro della testa a spalle e schiena.

## Anatomia del collo umano
Il collo è quella regione anatomica compresa tra la base del cranio posteriormente in alto e la settima vertebra cervicale posteriormente in basso, mentre in avanti dall'angolo mandibolare in alto alla fossetta del giugulo in basso.
Viene suddiviso in due regioni, una sopra ioidea e una sotto ioidea, in base alla posizione dell'osso ioide. Inoltre è sepimentato dalle fasce cervicali.

### Fasce cervicali
Esistono due approcci in letteratura: quello anglosassone che considera unica la fascia cervicale e quello degli altri paesi che ne considera due, la fascia cervicale superficiale e la fascia cervicale profonda. Quest'ultima è divisibile nello strato superficiale, nella fascia pretracheale e nella fascia prevertebrale. Sui testi anglosassoni invece si considerano tutte come derivanti dalla fascia cervicale profonda, causando non poca ambiguità. Il problema non è irrilevante, se si considera il fatto che una diffusione maligna per contiguità segua la strada più "facile": nel caso in cui le fasce siano tre diverse, il processo tumorale dovrebbe attraversare tre barriere; nel caso in cui le fasce derivino da un'unica struttura, risultano esistere invece spazi comunicanti, più facilmente accessibili. Gli spazi tra le fasce contengono quasi sempre tessuto aerolare lasso misto a tessuto adiposo.
- La fascia cervicale superficiale è uno strato fasciale spesso indistinto costituito da tessuto connettivo lasso, talvolta contenente discrete quantità di tessuto adiposo. Aderisce strettamente alla superficie anteriore del muscolo platisma, così come al derma sottocutaneo. Può talvolta dar luogo a legamenti cutanei.
- La fascia cervicale profonda è distinta in uno strato superficiale, nella fascia pretracheale e nella fascia prevertebrale. Lo strato superficiale inguaina i due muscoli sternocleidomastoidei e ricopre la parete posteriore del muscolo platisma, lateralmente ricopre il triangolo posteriore del collo, posteriormente si sdoppia nuovamente per inguainare il muscolo trapezio, ispessendosi e inserendosi sugli apici dei processi spinosi delle vertebre cervicali. Postero-lateralmente (a partire dal muscolo lungo del collo) e posteriormente aderisce alla fascia prevertebrale. Superiormente si fonde con il periostio della porzione inferiore del muscolo occipitale e lungo il margine inferiore della base della mandibola, mentre inferiormente si inserisce sulla clavicola, l'acromion e alle facce anteriori e posteriori del manubrio sternale. Ricopre la parotide e ispessendosi forma il legamento stilo-mandibolare. Talvolta, più profondamente allo strato superficiale della fascia cervicale profonda è distinto uno strato fasciale avvolgente i muscoli sottoioidei, il quale si fonde con lo strato superficiale anteriormente, con la fascia pretracheale posteriormente, e con la guaina carotidea postero-lateralmente. Si inserisce sulla parete posteriore del manubrio dello sterno inferiormente su quella inferiore dell'osso ioide superiormente. La fascia pretracheale è più sottile dello strato superficiale e più profonda, ricopre la ghiandola tiroide, fondendosi anteriormente con la fascia dei muscoli sottoioidei, lateralmente con la guaina carotidea, posteriormente è in rapporto con la fascia bucco-faringea. Per mezzo della fascia bucco-faringea contiene anche la laringe, la trachea, l'esofago, il nervo laringeo ricorrente. Superiormente si fonde con la fascia dei muscoli sottoioidei, inferiormente con il pericardio. La fascia prevertebrale contiene tutti i muscoli del dorso e ricopre in particolare il margine laterale dei muscoli scaleno anteriore e medio, lungo del collo e la superficie posteriore dei cervicali profondi, ma anche il nervo frenico e il tronco del simpatico, nonché la colonna vertebrale e le arterie vertebrali. Forma il pavimento del triangolo posteriore del collo. Si inserisce superiormente all'osso occipitale, si inserisce sul processo spinoso di C7, anteriormente si fonde con la guaina carotidea, posteriormente con lo strato superficiale della fascia cervicale profonda. Anteriormente, lo spazio compreso tra la fascia prevertebrale e la fascia alare è lo spazio retrofaringeo. La guaina carotidea è un ispessimento della fascia cervicale profonda che contiene le arterie carotidi, la vena giugulare interna e il nervo vago. Antero-lateralmente si fonde con la fascia dei muscoli sottoioidei e con la fascia pretracheale, posteriormente con la fascia prevertebrale.

### Muscoli

#### Superficiali
I muscoli superficiali del collo sono il platisma, lo sternocleidomastoideo e il trapezio.
- Il muscolo platisma è un ampio strato muscolare di forma quadrangolare e dallo spessore variabile. Le sue fibre originano dalla fascia deltoidea e dalla fascia clavipettorale, si portano superiormente alla clavicola e poi medialmente per inserirsi principalmente sul margine inferiore della mandibola e nel tessuto connettivo sottocutaneo della mandibola, secondariamente sul labbro inferiore. Le fibre a livello del mento tendono ad incrociarsi con quelle dello stesso muscolo controlaterale. È irrorato dall'arteria sottomentale, ramo dell'arteria facciale e dall'arteria soprascapolare, ramo del tronco tireo-cervicale della succlavia. È innervato da un ramo cervicale del nervo facciale che decorre sulla faccia posteriore del muscolo. Il platisma coadiuva assieme ad altri muscoli l'abbassamento del labbro inferiore, la depressione della mandibola.
- Il muscolo sternocleidomastoideo è un muscolo dalla forma fusata che possiede due inserzioni inferiori, una mediale, ovvero il capo sternale presso la faccia anteriore del manubrio dello sterno, ed una laterale, il capo clavicolare, sul terzo mediale superiore e posteriore della clavicola. I due capi tendinei risalgono, lo sternale in direzione postero-laterale e il clavicolare verticalmente, portandosi dietro il primo a spirale, poi formano un unico ventre muscolare che porta sino al processo mastoideo dell'osso temporale, dove si inserisce per mezzo di una robusta inserzione tendinea, nonché sulla metà laterale della linea nucale superiore dell'osso occipitale. Tendenzialmente le fibre clavicolari si portano verso la superficie superiore e l'apice del processo mastoideo mentre quelle sternali si portano verso la linea nucale inferiore. Lo spazio triangolare compreso tra i due capi tendinei è la fossa sopraclavicolare minore. Il muscolo sternocleidomastoideo è vascolarizzato principalmente da rami delle arterie auricolare posteriore ed occipitale per quanto concerne il suo terzo superiore, dall'arteria tiroidea superiore presso il ventre muscolare e dall'arteria soprascapolare nel terzo inferiore. È innervato dal nervo accessorio (XI) ma anche da rami provenienti dai nervi cervicali da C1 a C4, che contengono sia fibre propriocettive che fibre motorie. La funzione del muscolo è quella di ruotare la testa verso la spalla ipsilaterale, aiuta inoltre l'inclinazione della testa in avanti; quando si contraggono entrambi possono sollevare la testa da posizione supina.
- Il muscolo trapezio, di forma piatta e triangolare, appartiene sia al collo che al torace, ed è così chiamato perché assieme al suo controlaterale dà origine ad una forma trapezoidale. È inserito sul terzo mediale della linea nucale superiore, nonché sulla protuberanza occipitale esterna, sui processi spinosi da C3 a T12 e sui corrispondenti legamenti sopraspinosi. Le sue fibre superiori, che sono quelle contenute nel collo hanno decorso infero-mediale, si dirigono verso i processi spinosi delle vertebre cervicali e il bordo posteriore della clavicola. È irrorato da rami dell'arteria occipitale che penetrano tra le fibre muscolari sulla sua faccia posteriore e irrorano anche la cute soprastante tramite rami perforanti. La porzione superiore del trapezio è innervata dal nervo accessorio e da fibre propriocettive dei nervi C3 e C4. La porzione superiore del trapezio, a spalla fissa, piega la testa e il collo indietro e lateralmente.

#### Sopraioidei
I quattro muscoli sopraioidei sono il miloioideo, il genioioideo, lo stiloioideo, il digastrico e l'omoioideo.
- Il muscolo miloioideo ha forma triangolare ed è responsabile della formazione del pavimento muscolare della cavità orale assieme al controlaterale. Le fibre muscolari originano dalla linea miloioidea della parete posteriore della mandibola e si dirigono infero-medialmente incrociandosi tra loro in un rafe mediano ed inserendosi sulla faccia anteriore dell'osso ioide. È irrorato dall'arteria sottolinguale e sottomentale, rami dell'arteria linguale e dall'arteria alveolare inferiore. È innervato dal nervo alveolare inferiore. La sua azione è l'innalzamento del pavimento della bocca e dell'osso ioide e l'abbassamento della mandibola.
- Il muscolo genioioideo è un piccolo muscolo che origina dall'apofisi geni posta dietro la protuberanza mentale della mandibola, si dirige postero-inferiormente e si inserisce sulla superficie anteriore dell'osso ioide. È irrorato dal ramo sottolinguale dell'arteria linguale ed innervato dal nervo ipoglosso e da C1. È un elevatore e protrusore dell'osso ioide (e in questo è antagonista dello stiloioideo), nonché abbassatore della mandibola.
- Il muscolo stiloioideo è una banda muscolare dalla forma stretta ed allungata, origina dalla superficie posteriore del processo stiloideo e portandosi infero-medialmente si inserisce nella giunzione tra il corpo e il grande corno dell'osso ioide. È irrorato da rami delle arterie facciale, auricolare posteriore ed occipitale, mentre è innervato dal ramo stiloioideo del nervo facciale. La funzione è quella di elevare e retrarre l'osso ioide allungando il pavimento della bocca.
- Il muscolo digastrico possiede due ventri muscolari, uno anteriore ed uno posteriore. Il ventre posteriore origina dall'incisura mastoidea dell'osso temporale e si porta antero-inferiormente verso l'osso ioide, mentre il ventre anteriore, più corto e sottile, origina dalla fossa digastrica della mandibola e si porta postero-inferiormente. I due ventri muscolari si fondono in un tendine comune che dopo aver perforato il muscolo stiloioideo si inserisce sul grande corno dell'osso ioide. Il ventre posteriore del digastrico è irrorato da rami delle arterie auricolare posteriore ed occipitale, mentre il ventre anteriore dall'arteria sottomentale, ramo dell'arteria facciale. Il ventre anteriore innervato dal ramo miloioideo del nervo alveolare inferiore, il ventre posteriore è innervato da rami del nervo facciale. L'azione del digastrico è di abbassare la mandibola e sollevare l'osso ioide, in particolare durante la masticazione e la deglutizione.

#### Sottoioidei
I quattro muscoli sottoioidei sono lo sternoioideo, l'omoioideo, lo sternotiroideo e il tiroioideo.
- Il muscolo sternoioideo origina dalla faccia posteriore del manubrio sternale e dall'estremità mediale della clavicola. si inserisce sul margine inferiore dell'osso ioide. Questo muscolo abbassa l'osso ioide.
- Il muscolo omoioideo è formato da due ventri, uno inferiore e uno superiore. il ventre inferiore origina dall'incisura scapolare superiore e si inserisce sul tendine intermedio; il ventre superiore origina dal tendine intermedio e si inserisce sul margine inferiore dell'osso ioide. Questo muscolo abbassa l'osso ioide e tende la lamina pretracheale della fascia cervicale
- Il muscolo sternotiroideo origina dalla faccia posteriore dello sterno e dalla I cartilagine costale. Si inserisce sulla linea obliqua della cartilagine tiroidea. Questo muscolo abbassa l'osso ioide e la laringe
- Il muscolo tiroioideo origina dalla linea obliqua della cartilagine tiroidea e si inserisce sul margine inferiore del corpo dell'osso ioide. Questo muscolo abbassa l'osso ioide e innalza la laringe

#### Prevertebrali
I muscoli prevertebrali sono il retto anteriore della testa, il lungo della testa e il lungo del collo.
- Il muscolo retto anteriore della testa origina dalla massa laterale dell'atlante e si inserisce sulla faccia inferiore della parte basilare dell'osso occipitale. Questo muscolo permette la flessione della testa
- Il muscolo lungo della testa origina dai tubercoli anteriori dei processi trasversi di C3-C6 e si inserisce sulla parte basilare dell'osso occipitale. Nel caso di una contrazione unilaterale, questo muscolo inclina lateralmente la testa; nel caso di contrazione bilaterale, questo flette la testa.
- Il muscolo lungo del collo si divide in tre fibre: fibre laterali superiori, fibre laterali inferiori e fibre mediali. le fibre laterali superiori originano dai tubercoli anteriori dei processi trasversi di C2-C5 e si inseriscono sul tubercolo anteriore dell'atlante; le fibre laterali inferiori originano dai corpi di T1-T3 e si inseriscono sui processi trasversi delle ultime due vertebre cervicali (C6-C7); le fibre mediali si originano dai corpi di C5-T3 e si inseriscono sui corpi di C2-C4. Se il muscolo si contrae unilateralmente, inclina la colonna cervicale lateralmente; se il muscolo si contrae bilateralmente, flette la colonna cervicale.

### Regione sopraioidea
La regione sopraioidea si trova inferiormente alle orbite, ai seni paranasali e alla bocca.
In passato veniva suddivisa in tre aree, nasofaringe, orofaringe e cavità orale, sulla base delle differenti vie di diffusione e disseminazione linfonodale e della diversa prognosi dei carcinomi squamocellulari. Ma le lesioni non-squamocellulari seguono una diffusione diversa, dipendendo dalla compartimentazione operata dalla fascia cervicale. Per tal motivo si distinguono:
- spazio faringeo mucoso in sede mediana
- spazi parafaringeo, masticatorio, parotideo e carotideo, simmetrici e laterali
- spazi retrofaringeo e perivertebrale, in sede posteriore.

### Regione infraioidea
La regione sottoioidea contiene anche la laringe che però, per motivi anatomofunzionali, viene considerata un'area a parte, situata nel proprio contesto.
È tradizionalmente distinta in triangoli
- triangolo carotico
- triangolo nucale o suboccipitale
- triangolo posteriore del collo o fossa sopraclavicolare maggiore
- triangolo dell'arteria vertebrale o di Nunziante Ippolito
- spazio interscalenico.

Con l'avvento delle tecniche di imaging anche in questa si individuano più agevolmente
- spazio viscerale, in continuazione nel mediastino
- spazi carotidei, cervicale posteriore, retrofaringeo e perivertebrale, in comune con la zona supraioidea.

## Dolori al collo
Il dolore al collo è un problema molto diffuso, almeno due terzi della popolazione ad un certo punto della vita inizia a soffrirne.
Il fenomeno sta aumentando in intensità, frequenza e gravità degli episodi. Dato che: lavoriamo di più alla scrivania e viviamo la vita a un ritmo elevato le forze generate dallo stress tendono a riporsi maggiormente, sotto forma di tensione, a livello del dorso e del collo. 
Il dolore, sebbene avvertito nel collo, può esser causato da numerosi altri problemi alla colonna vertebrale; può insorgere a causa di rigidità muscolare sia del collo che al dorso.
La testa è sostenuta dalla base del collo e dal dorso, ecco perché queste parti comunemente causano il dolore. Le tre vertebre superiori del collo servono per la maggior parte dei movimenti del collo e della testa; quelle inferiori e quelle dorsali creano una struttura di sostegno per la testa su cui si appoggia. Se questo sistema è affetto da patologie allora i muscoli in quell'area si irrigidiranno, portando al dolore.
Il dolore può anche insorgere da molti altri problemi fisici o psicologici.

### Cause di dolore
Le cause principali e severe del dolore includono:
- Spondilosi - artrosi degenerativa e osteofiti
- Stenosi spinale - un restringimento del canale vertebrale
- Ernia del disco - protrusione o sporgenza del disco, o se grave prolasso
- Grave degenerazione - solitamente come risultato di lesioni precedenti o colpo di frusta

Le più comuni e minori cause comprendono:
- Stress - fisico e psichico
- Posture prolungate - molti si addormentano su divani e poltrone e si svegliano con il dolore
- Lesioni minori e cadute - incidenti stradali, gare sportive e piccoli traumi quotidiani
- Dolore secondario - principalmente da problemi dorsali
- Uso eccessivo - la tensione muscolare è la causa più comune

### Trattamento
Il dolore al collo è trattato con numerose terapie fisiche.
Esse variano in complessità dipendendo dalla gravità e dalle cause principali del dolore. Il trattamento è praticato con la terapia chiropratica, fisioterapica e fisica. Tutte queste trattano i problemi del dolore al collo. Il beneficio della mobilizzazione e manipolazione non è chiaro. 
Il dolore può anche essere alleviato da molte tecniche auto-praticate come esercizi di stretching e rafforzamento muscolare.
Anche altri metodi come Shiatsu, riflessologia e il massaggio terapeutico sono usati comunemente.
La prevenzione e la cura possono essere coadiuvate da trattamenti di decompressione posturale passiva. Si effettua con macchinari e presidi medico chirurgici appositi.
Il trattamento della cervicalgia spesso include interventi fisioterapici che prevedono esercizi specifici, terapia manuale, applicazioni di calore o freddo e, in alcuni casi, l'uso di farmaci anti-infiammatori o analgesici. Alcuni studi e linee guida raccomandano inoltre un approccio mirato al miglioramento della postura per ridurre il dolore e la rigidità muscolare.